# Gymnogramma gracile
Gymnogramma gracile là một loài dương xỉ trong họ Pteridaceae. Loài này được Heward mô tả khoa học đầu tiên.
Danh pháp khoa học của loài này chưa được làm sáng tỏ. 